# Casas da Banha
Casas da Banha foi uma rede de supermercados fundada em 1955, cuja sede ficava na cidade do Rio de Janeiro.
De 224 filiais, 80% ficavam localizadas no Estado do Rio de Janeiro. A rede chegou a ter 22 mil empregados. O seu faturamento anual ultrapassava US$ 700 milhões.

## Operação
A rede foi criada em 1955 pelo empresário Climério Veloso, também proprietário do Jornal dos Sports.
Entre o fim da década de 70 e o início da seguinte, a Casas da Banha acelerou sua expansão no mercado fluminense ao comprar as filiais dos Supermercados Ideal e Merci.
Na sua melhor época, em meados dos anos 80, contava com 224 lojas espalhadas em seis Estados do país e no Distrito Federal:
- (RJ): Rio de Janeiro, Petrópolis, Volta Redonda, Nova Iguaçu, Cabo Frio, Niterói, Duque de Caxias, Queimados, Nilópolis, São João de Meriti, Valença, Rio Bonito, Campos, Barra Mansa, Araruama, Macaé, Barra do Piraí, Três Rios, Arraial do Cabo, São Pedro da Aldeia, Teresópolis, Mesquita, Belford Roxo, Itaguaí, Miguel Pereira, Nova Friburgo, Vassouras, Seropédica
- (SP): São Paulo, São Bernardo do Campo, Osasco, Mauá, São Caetano do Sul, Guarulhos, Ribeirão Pires
- (MG): Belo Horizonte, Cataguases, Juiz de Fora, Barbacena, Muriaé, Montes Claros, Além Paraíba, Janaúba, Januária, Francisco Sá,  Pirapora, Leopoldina
- (DF): Brasília, Taguatinga, Sobradinho
- (AM): Manaus
- (BA): Salvador
- (RR): Boa Vista

O grupo CB foi responsável pela inauguração do primeiro hipermercado do país, o Porcão, no Rio de Janeiro, inaugurado em 1972, que tinha uma torre com um relógio de 4 faces. Tornou-se um importante ponto de referência na Avenida Brasil, no bairro da Penha, utilizado até os dias atuais apesar de encontrar-se fora de operação desde a década de 90.

## Falência
Em 1990, já em grave crise financeira, a rede foi começando a ser desativada aos poucos. Em 1991, a Casas da Banha tinha 9 mil funcionários, ou apenas metade do contingente alcançado do início da década anterior. Em 1992, de 224 lojas espalhadas pelo país, pelo menos 149 foram vendidas ou passados os pontos para seus antigos donos como forma de pagamento de dívidas, e 75 permaneciam fechadas à espera de negociação, incluindo o Porcão.
Depois deste longo processo de decadência, a empresa acabou por ter sua falência decretada em 1999.

## Cultura popular
As Casas da Banha patrocinavam o programa Cassino do Chacrinha, onde o Velho Guerreiro jogava para o público alimentos, como bacalhau e pepinos.
A empresa foi mencionada na canção "Tu És o MDC da Minha Vida", do cantor e compositor Raul Seixas, bem como na música homônima do cantor Rogério Skylab. Os Titãs também citam as Casas da Banha na canção "Flat-Cemitério-Apartamento", no trecho "E se as Casas da Banha abatessem alguns gordos para o seu abastecimento?".
Muitos artistas fizeram comerciais para a rede, entre eles Chacrinha, Hebe Camargo, Marília Gabriela, Lilian Lemmertz, Diogo Vilela, Totia Meirelles, Tim Rescala, Lu Grimaldi e Cecil Thiré.
A antiga churrascaria Porcão, segundo algumas fontes, teria seu nome devido a um letreiro das Casas da Banha com uma grande figura de um porco em sua fachada, que ficava ao lado da então Churrascaria Riograndense, que depois passou ter alcunha de "Porcão Churrascaria".